# L. Bow Grease
L.Bow Grease ist eine deutsch-britische Folkband. Ihr Stil variiert von englisch/irischen Folksongs bis zu amerikanischem Bluegrass, Old-Time und Acoustic Country.

## Geschichte
L.Bow Grease wurde 2004 in Dortmund als Duo von Guntmar Feuerstein und Dave Jackson  gegründet. Guntmar Feuerstein war in den 1980er Jahren Sänger und Texter/Komponist der Popband Strandjungs, später arbeitete er als Comedy-Autor unter anderem für Atze Schröder, Rüdiger Hoffmann und Mario Barth, und schrieb Musik für Fernsehserien, unter anderem für Ritas Welt. Dave Jackson schrieb zusammen mit seinem Bruder Mick Jackson Songs, unter anderem Blame It on the Boogie, ein Titel, der später für Michael Jackson und die Jackson Five ein Welterfolg wurde.
L.Bow Grease tourte von 2007 bis 2010 als Quartett in der Besetzung mit Guntmar Feuerstein (Gesang, Gitarre, Mandoline und Guitjo), Dave Jackson (Gesang, Gitarre, Mundharmonika und Mandoline), Alexandra Krings (Kontrabass, Gesang) und Sascha Loss (Geige, Mundharmonika und Gesang). 2009 wurde ihr aktuelles Album Let’s Call It Home für den Preis der deutschen Schallplattenkritik vorgeschlagen.
Im Jahr 2009 verließ Sascha Loss die Gruppe und wurde durch den irischen Fiddler George Kaye (The Permanent Cure) ersetzt. Seit Ende 2010 spielt das Duo wieder in der Urbesetzung.

## Diskografie
- 2005: Pickin’ on the Porch (Album – Ruhrfolk)
- 2007: Greased Lightning (Album – Ruhrfolk)
- 2008: Spam Mail (Maxisingle – Ruhrfolk)
- 2009: Let’s Call It Home (Album – Ruhrfolk)